# Paulina Holmgren
Paulina Holmgren, född 1975, och är en svensk fotograf och ordförande för Svenska Fotografers Förbund sedan 2018.  Hon är engagerad i frågor som rör upphovsrätt, frilansares villkor